# 畔倉重四郎
『畔倉重四郎』（あぜくらじゅうしろう）は講談の連続物の演目。大岡政談のひとつ。
本能のまま欲望のままに殺しを繰り返す畔倉重四郎、博打仲間の火の玉の三五郎、重四郎の手によって父が冤罪となった盲人城富、重四郎を服罪させんとする大岡越前守などが登場する。

## 話の構成
- 尾佐竹猛著の『大岡政談』では23話構成となっている[1]。話ごとの副題は無い。
- 3代目神田松鯉はこれを現代に合うように話をまとめ、以下の19話構成とした[2]。

1. 悪事の馴れ初め
2. 穀屋平兵衛殺害の事
3. 城富歎訴
4. 越前の首
5. 金兵衛殺し
6. 栗橋の焼き場殺し
7. 大黒屋婿入り
8. 三五郎の再会
9. 三五郎殺し
10. おふみの告白
11. 城富奉行所乗り込み
12. 重四郎召し捕り
13. おふみ重四郎白洲の対決
14. 白石の働き
15. 奇妙院登場
16. 奇妙院の悪事（上）
17. 奇妙院の悪事（下）
18. 牢屋敷炎上
19. 重四郎服罪

## あらすじ
江戸町奉行として江戸の治安維持を担ってきた大岡越前忠相は、過去に裁いてきた罪人の中で「八つ裂きにしても飽き足らない」ほどの極悪人が三人いると語った。徳川天一坊、村井長庵、そして 畔倉重四郎である。

### 悪事の馴れ初め
1711年（正徳元年）、日光街道幸手中宿（現在の埼玉県幸手市）で穀屋を営む平兵衛が江戸を訪れた時、旅籠町（現在の東京都台東区柳橋）でとある武士とぶつかり、小競り合いになっていた。そこへ、同じく武士である 畔倉重右衛門が間に入り、仲裁を試みる。しかし、武士の怒りは鎮まらず、刀で切りかかろうとしてきた。そこで重右衛門も抜刀し、武士を返り討ちにし殺害する。喧嘩両成敗によって重右衛門は武士の身分を剥奪され、浪人となる。重右衛門に助けられた平兵衛は、重右衛門に恩を返すために剣術の師匠としての職業を斡旋する。真面目な重右衛門は弟子たちからも信頼されていたが、病に倒れ死亡する。息子である畔倉重四郎が二代目の師匠に就任するが、気の迷いから違法博打に熱中するようになってしまう。そんな畔倉を平兵衛は厄介者扱いするようになるが、一方で畔倉は博打仲間の「火の玉の三五郎」と兄弟分になるなど、裏社会へ着実に染まっていった。

### 穀屋平兵衛殺害の事
ある正月、平兵衛の屋敷を訪れた畔倉は、平兵衛の娘・おなみに一目惚れする。翌日、畔倉は密かに恋文を渡すが、偶然にも、平兵衛の同業者である杉戸屋富右衛門の手に渡ってしまう。無断で中身を読んだ富右衛門は、軽い気持ちで平兵衛本人に内容を告げてしまう。これに激怒した平兵衛は、畔倉を出入り禁止にする。後日、平兵衛の屋敷を訪れた畔倉は、平兵衛の部下から強引に追い返されてしまう。これを不審に感じた畔倉は、屋敷の小僧・三吉から理由を問いただす。出禁になった経緯を知った畔倉は平兵衛と富右衛門に対して怨みを募らせるようになった。さらに、平兵衛と富右衛門の策略によっておなみは別の人間との縁談が決まり、畔倉は平兵衛の殺害を計画する。とある日、偶然にも兄弟分である三五郎が、富右衛門の煙草入れを道で拾ったことを畔倉に報告してきた。これを聞いた畔倉は、殺害計画にこの煙草入れを利用することを思いつく。そして、平兵衛が三吉と共に出かけた日の夜、畔倉は、闇に紛れて平兵衛を一刀両断し殺害する。そして、死体の横に富右衛門の煙草入れを落とし、あたかも富右衛門が殺人犯であるかのように偽装工作する。大慌てで屋敷に帰った三吉の通報で、すぐにお役人による捜査が開始される。煙草入れが発見されたことから富右衛門は拘束され、関東郡代・伊奈半左衛門（本名：伊奈忠順）による取り調べを受ける。富右衛門は、平兵衛が殺された時刻は旅に出ていたためアリバイがあると主張するが、それを証明してくれる人はおらず、さらに富右衛門が所持している小刀には血が付着していたため、殺人犯として拷問を受ける。この血は、旅の途中で襲いかかってきた野犬を斬った際に偶然付着したものであったが、DNA鑑定など存在しない江戸時代においてそれを証明するのは不可能であり、拷問に耐えられなくなった富右衛門は虚偽自白をしてしまう。

### 城富歎訴
さて、この富右衛門には、20歳になる息子・富之助がいた。富之助は生まれつき目が不自由であったが、鍼治療の医師・城重に弟子入りし、抜群の腕前を披露するようになっていた。その見事な腕前から幕府の幹部にも顔を知られるようになり、師匠の城重から一文字貰って城富と名乗るようになった。ある日、実の父である富右衛門が殺人罪で拘束されていることを知ると、懇意の客である老中・安藤対馬守に涙ながらに冤罪であることを訴えた。城富から事件の詳細を聞いた安藤対馬守は、殺人犯が煙草入れを現場に落として逃走するというミスを犯したことに疑問を覚え、大岡越前を呼び出し意見を求める。大岡越前もまた、富右衛門には殺害の動機がないことを指摘し、大岡越前が直々に裁判のやり直しを実施することとなった。改めて裁判が開かれるが、富右衛門は、自身は無実であり拷問に耐えかねて虚偽の自白をしたと主張する。大岡越前は富右衛門から旅の詳細を聞き、それに基づいて役人を派遣し調べると、富右衛門が旅をしていたことは事実であるということが判明した。さらに、付近には野犬が群がっており、いつ襲われてもおかしくはない状況であったことも判明した。本来であればこの時点で富右衛門は無罪放免となるはずであったが、何故か大岡越前は富右衛門を再び牢屋に入れてしまう。一方で城富は、大岡越前を信頼し、富右衛門の釈放を確信していたが、何ヶ月待っても富右衛門が釈放されないことに疑いを感じ始めるのだった。

### 越前の首
ある日、城富が銭湯へ行くと、偶然にも他の客の会話が耳に入ってくる。その者が言うには、千住小塚原（現在の荒川区南千住）に首が晒されており、顔の皮が剥がされ、札には「杉戸屋富右衛門」と記載されていたというのである。それを聞いた城富はその場に泣き崩れ、無実の父を処刑した大岡越前の無能ぶりに対して怒りを爆発させる。杖をつきながら大岡越前の役宅へ行き、大声で罵声を浴びせているとすぐに屋敷から役人が出てきて城富を捕え、大岡越前による裁判が開始された。大岡越前が城富に理由を尋ねると、城富は父親が冤罪で処刑されたことを訴える。しかし、大岡越前は「お前が真犯人を知っているなら話は早いが、知らないというのなら犯人は富右衛門で間違いないだろう」と吐き捨てる。そこで城富は一つの約束を提案する。それは、城富が真犯人を捕え、その真犯人が自白をした際には、大岡越前の首を頂戴するというものである。その約束を受け入れた大岡越前が城富を解放すると、城富は犯人探しを始めるのだった。

### 金兵衛殺し
相変わらず博打に夢中になっている畔倉は、兄弟分の三五郎と共に栗橋（現在の埼玉県久喜市栗橋地区）の賭場へと出かける。そこを取り仕切っているのは鎌倉屋金兵衛という男で、用心棒に安田掃部、三田尻の茂吉、練馬の藤兵衛を従えている。賭博に破れすっかり散財した畔倉と三五郎だったが、帰る際に、畔倉は三五郎から扇子を拝借する。その扇子には「松田村の三五郎」と象嵌がしてあり、すぐに三五郎の所有物であることが分かる物だった。
その頃、大儲けした金兵衛は3人の用心棒と共に遊郭へ向かって歩いていた。金兵衛は3人の用心棒とは少し離れた位置を歩いていたが、その瞬間、道端の雑木林に隠れていた畔倉が背後から金兵衛を一刀両断し殺害する。そして畔倉は三五郎から借りていた扇子を死体の横に置き、金兵衛の懐から金を盗み、逃走する。数分後に、離れたところを歩いていた用心棒3人が金兵衛の死体と扇子を発見し、遠くの方で足早に歩いている男が犯人だと確信して追跡を始める。想定より早く勘づかれた畔倉は焦り、道中にあった辻堂に隠れる。そこでは「熊坊主」と呼ばれる男が閻魔像に向かって南無阿弥陀仏を唱えていた。畔倉と熊坊主は知り合いであり、熊坊主もまた昔は賭博に熱中していた人物だった。畔倉は、金兵衛から盗んだ金のうち一部を熊坊主に渡すと約束し、辻堂の屋根裏へ匿ってもらうことにした。そのすぐ後に用心棒3人がやって来て、熊坊主を問いただす。口を割らない熊坊主に対して業を煮やした3人は、縄で熊坊主を縛り、近くに置いてあった心張り棒で熊坊主を殴打する。それでもしらを切る熊坊主の心臓を一突きした瞬間、熊坊主は呻き声をあげてそれ以上動かなくなった。しかし、用心棒3人は金兵衛の死体の横に落ちていた扇子を開き、これが三五郎の所有物であることを確認すると、殺人犯は三五郎で間違いないと断定しその場を後にする。誰もいなくなった頃合を見計らって天井裏から出てきた畔倉も辻堂を去ろうとした時、死んだフリをしていた熊坊主が呼び止める。匿った代わりに約束の金を求める熊坊主に対し、畔倉は口封じのために熊坊主の首を切断し殺害する。
翌日、三五郎の家を訪れた畔倉は、三五郎に金兵衛と熊坊主を殺害したことを報告する。そして金兵衛の近くに借りた扇子を落としたことを謝罪し、用心棒3人が三五郎の命を狙っていると告げる。激怒する三五郎に対し畔倉は、逆に3人を返り討ちにして殺害する計略を持ちかけるのだった。

### 栗橋の焼き場殺し
何食わぬ顔で金兵衛の葬儀に参列した畔倉は、帰り際に用心棒の3人に取り囲まれる。もう既に自分が真犯人であることが露見しているのかと内心焦る畔倉だが、実はそうではなかった。安田掃部は三五郎を殺害するつもりだと畔倉に話し、邪魔をしないよう忠告しに来たのだった。しかし畔倉は、自分も三五郎殺害に協力しようと申し出る。喪中が終わり、三五郎殺害のために畔倉と用心棒3人は三五郎の自宅を尋ねる。応対した三五郎の女房によると、三五郎は隠亡小屋（現在でいう火葬場）にいるという。一行はその小屋へ行き、三五郎の姿が見えるまで身を潜めていた。数時間後、痺れを切らした安田掃部が辺りを捜索し始めたその瞬間、畔倉は安田掃部を切りつけ、次いで三田尻の茂吉を殺害する。嵌められたことに気付いた藤兵衛が刀を抜くや否や、後ろから三五郎が藤兵衛を切りつけ畔倉がトドメを刺す。3人を殺害した畔倉は、隠亡小屋の管理人・弥十を脅迫し、死体を焼却するよう命令する。死体を完全に焼却したのを確認した後、用済みとなった弥十も殺害する。

### 大黒屋婿入り
三五郎と別れて旅に出た畔倉は、途中の富士川べりの南部にある宿屋に宿泊していた。すると、数人の客が泊まりに来た。そのうちの一人の女性は、神奈川脇本陣で旅籠屋兼遊郭を経営する大黒屋重兵衛の後家・おときという名前である。数日後、おときたち一行が宿屋を出発しようと勘定した際、財布をどこかへ落としたことに気付く。焦るおときたちの様子を見ていた畔倉は、恩を売るために金を貸す。おときたちは畔倉に厚く謝辞を述べるが、その直後、大雨が降ってしまう。そこで畔倉は、おときを晩酌に誘い、おときも了承する。酒を飲むうちにおときは畔倉に好意を寄せるようになり、畔倉もそれを利用する。数日間を共に過ごすうちに、おときと畔倉は肉体関係を結ぶようになる。おときはすっかり畔倉のことで頭がいっぱいになり、結婚し畔倉は二代目大黒屋重兵衛となった。最初は奉公人たちの間で結婚に反対する者も多かったが、20代後半になる畔倉は人心掌握術も習得しており、次第に批判は消え、誰からも信頼されるような人物を演じ続けた。二代目大黒屋重兵衛を名乗ってから3年が過ぎた秋の夜、その大黒屋に2人の役人が尋ねてきた。聞くと、藤沢の千本杉で強盗殺人事件があり、犯人がこの近辺に逃走したとのことだった。役人が去った後、畔倉は大黒屋に宿泊している武士が犯人であると推理し、逃走の援助を申し出る。見返りとして強盗殺人の際に盗んだ金銭のうち一部を受け取った畔倉は、裏道を案内し武士を逃がそうとする。隙を見て畔倉はその武士を殺害し、残りの金銭も強奪する。家に帰った畔倉は、返り血を浴びた自身の着物を井戸で洗濯していた。すると、後ろから畔倉を呼ぶ声がした。ギョッとして畔倉が振り返ると、遊女の一人であるおふみがそこにいた。すぐに畔倉は笑顔を作り、転んでしまったために着物に付いた泥を落としていると説明する。しかしおふみは、着物に付着しているのが泥ではなく血であることを見逃さなかった。

### 三五郎の再会
11月下旬の真夜中、大黒屋に借金取りが現れる。話を聞くと、とある男に金を貸したがいつまでも返そうとしないため殺害するために追いかけたところ、この旅籠に逃げこんだという。畔倉は、「人の命が買えるのならば安いものだ」と言って借金取りたちに金銭を恵んで追い返す。近くで見ていた番頭たちは、改めて畔倉の器の大きさに感服するのだった。頃合を見計らって畔倉が倉庫へ行くと、そこには借金取りから追われていた男がいた。その男が顔を上げると、それは三五郎だった。隠亡小屋での殺害以降、三五郎は各地を転々としながら博打に手を染め、ついに一文無しになったところを借金取りに追われていたらしい。援助を依頼する三五郎に対し、畔倉は、腹違いの兄弟であるという設定で面倒を見ることにする。畔倉は三五郎に小間物屋をやらせるが、博打打ちの三五郎が真面目に商売をするはずもない。遊女のおふみと結婚した後は、一日中酒を飲んで暮らし、おふみに命じて畔倉から金を借りてくるよう言い、その金も博打に使い、全て使い果たすとまたおふみに命じて畔倉から金を強請るような生活を続けた。おふみは三五郎に不信感を募らせると同時に、簡単に金を貸す二代目大黒屋重兵衛にも疑いの目を向けるようになるのだった。

### 三五郎殺し
畔倉は三五郎の殺害を計画する。畔倉は、三五郎の女房・おふみが留守にしている間に三五郎を誘い、「品川に新しく遊郭を開くから、そこの主人になってほしい」と持ちかける。この話に乗った三五郎と畔倉は品川へ向けて出発する。すっかり日は暮れ、大雨が降る中を歩く2人だったが、鈴ヶ森（現在の東京都品川区南大井）に差し掛かった時、畔倉が突然三五郎に斬りかかる。驚いた三五郎は抵抗し命乞いをするが、畔倉は聞き入れる様子もない。夜の土砂降りの中、「三五！」「重四！」と2人の声がこだまする。ついに畔倉の刀が三五郎の首を刎ね、三五郎は絶命する。言い争う2人の声をたまたま聞いていたのが、乞食の六である。六にきかれていたことも知らない畔倉は、川へ死体を捨てると何食わぬ顔で帰宅し、三五郎がいつまで経っても帰ってこないことを心配するおふみを慰めるのだった。

### おふみの告白
ある日、大黒屋に2つの立派な駕籠がやって来る。片方から出てきたのは40代中盤の武士で、もう片方から出てきたのは20代中盤の盲目の青年である。多くの家来を引き連れて大黒屋へ入った武士の名前を宿帳で調べると、老中・安藤対馬守とその公用人・佐伯藤左衛門、そして視覚障害者の城富であった。彼らは大黒屋で贅沢三昧をし、夜になると遊女と一夜を共に過ごすのだった。この時城富にあてがわれたのが、元は三五郎の女房だったおふみである。女を知らない城富はすぐにおふみを好きになり、おふみも城富に心を寄せるのであった。後日、この2人は結婚することとなる。しばらく月日が経ったある日、おふみは城富に秘密を打ち明ける。それは、強盗殺人を犯して大黒屋に宿泊していた武士が殺害されたこと、同じ日に二代目大黒屋重兵衛が井戸で血を洗っていたことである。城富はさすがに信じられないといった反応をするが、さらにおふみは、前の旦那である三五郎が酔って言った言葉を城富に伝える。二代目大黒屋重兵衛から金を借りてくるよう命じる三五郎におふみが説教したところ、三五郎は「（二代目大黒屋重兵衛には）貸さなきゃならない理由がある」と言ったというのである。おふみがさらに三五郎を問い詰めると、大黒屋重兵衛が昔何人もの人間を殺害したことを喋り、さらに、最初に殺害したのは日光街道幸手中宿の「穀屋平兵衛」という人物であることと、その罪を杉戸屋富右衛門という人物に擦り付けたことも喋ったというのである。

### 城富奉行所乗り込み
お昼下がり、大岡越前の役宅へと到着した城富は中に入ろうとするが、門番に制止される。門番から何の用事があるのかと質問されると、城富は3年越しに約束を果たしに来たと告げる。何の約束かと改めて門番が質問すると、大岡越前の首であると城富は答えた。殺害予告の疑いで城富は拘束され、大岡越前による裁判が開始されることとなる。そこで城富は、穀屋平兵衛殺しの真犯人が二代目大黒屋重兵衛こと畔倉重四郎であることを告げる。さらに大岡越前は、証人としておふみを呼び寄せる。おふみの証言も整合性が取れており、何も矛盾していないことが分かる。すぐに畔倉重四郎逮捕ために、大岡越前は、大黒屋のある相州を管轄している関東郡代・伊奈半左衛門と策略を練るのであった。

### 重四郎召し捕り
ある日の夕方頃、旅人の姿をした男たちが12〜13人ほど、大黒屋に宿泊しにやってきた。男たちはしばらくの間、遊女や芸者を呼び遊んでいたが、次第に勘定のことで言い争いをし始める。ついに言い争いは殴り合いの喧嘩へとヒートアップし、主人である大黒屋重兵衛が仲裁に入る。しかし今度は大黒屋重兵衛が胸ぐらを掴まれ、身動きが取れなくなる。重兵衛が何かに気付いたその瞬間、男たちは一言「御用だ」と言って重兵衛を拘束する。さらに外からも「御用だ御用だ御用だ」と言って増援が駆けつける。隙間を掻い潜り、刀で追っ手を切りつけて屋根の上へと逃走するが、滑って1階に転落し、その瞬間を逮捕される。即座に江戸町奉行・大岡越前の役宅へと連行され、白州の間で裁判が開始されることとなった。

### おふみ重四郎白州の対決
大岡越前による裁判で、畔倉は犯行を否認する。穀屋平兵衛とは懇意にしており殺害するわけがないが、自分は平兵衛から厄介者扱いされており、その態度に落胆し幸手を去ろうとしたところ、杉戸屋富右衛門が平兵衛を殺害したのだと主張した。それに対して大岡越前は、おふみの証言があると畔倉に突きつける。しかし畔倉は、全ておふみの作り話であり、博打に入り浸っていたのはおふみ自身であるとホラを吹く。そして、金を借りに来たが断られたのを恨みに思って、デタラメな証言をしているのだと吹聴した。大岡越前はおふみを呼び、改めて同じことを証言させるが、それでも畔倉は犯行を認めない。証拠といってもおふみの証言ただ一つであり、決定的な証拠にも欠ける。大岡越前はどのようにしてこの場を乗り切るつもりか。

### 白石の働き
所変わって大森（現在の大田区大森）では、乞食と乞食が言い争いをしていた。片方は新米の乞食であり、先輩乞食に挨拶するという乞食界隈のルールを破ったために言い争いをしていたのだった。通りかかった一般人が仲裁をしてくれたおかげでその場は収まったが、新米乞食は途方に暮れていた。すると、小汚い格好をした乞食が現れ、仲間に誘ってきた。その男は鈴ヶ森に住んでいる六という乞食で、新米乞食は六のねぐらへ招待される。そこで新米乞食は、自分の名前が治平であることを告げる。そして治平は、去年の夏頃に鈴ヶ森で喧嘩があったらしいと尋ねる。すると六は、「さんご、じゅうし」と争う声を聞いたと言う。さらに六は、しばらく経った後に役人が大勢やってきて首と胴体が分断されている水死体があがったと騒いでいたと言う。そしてその死体は浄願寺という寺に運ばれたらしい。六が一通り話し終えると、治平は懐から麻縄を取り出し「拙者、こういう者だ」と告げる。治平の真の正体は、同心（現在でいう警察官）の白石治右衛門だったのである。すぐさま浄願寺へ行き事情を話すと、例の死体が身につけていたという煙草入れが保管されていた。その煙草入れには、質屋が書いた「三五郎殿」という札が入れてあった。例の死体が三五郎であるという決定的な証拠を発見し、六の証言と合わせれば「さんご、じゅうし」は三五郎と重四郎ということになる。さて、大岡越前の役宅では畔倉が証拠を出せと喚いていた。そこへ白石治右衛門が到着する。白石が押収した証拠品と六の証言を提示し、ついに畔倉は牢獄されることとなった。しかし、その証拠は畔倉が三五郎を殺害した証拠であり、城富が求める「穀屋平兵衛殺し」の証拠ではなかった。そのため、畔倉が平兵衛殺害を自白するまで大岡越前の首はお預けとなった。

### 奇妙院登場
畔倉は、伝馬町の牢獄（現在の東京都中央区日本橋）に投獄される。江戸時代の牢屋は囚人による自治が及んでおり、ヒエラルキーの頂点に立つのが牢名主、次が隅の隠居、さらに次が二番役と呼ばれていた。畔倉は隅の隠居という地位にいた。ある日、新しい囚人3人がその牢に投獄されてきた。二番役の男が一人ずつ罪状を聞いていくと、そのうちの一人、最年長で50歳を超えるこの老人は 奇妙院晴山と名乗った。罪状は詐欺である。狐がとり憑いていると偽って祈祷し、それで金をせしめていたのである。奇妙院は、牢屋という閉鎖的空間から発生する新人イビリや虐めに苛まれるが、その度に畔倉が救っていた。畔倉は自身の計略に奇妙院を利用することを考えており、そのために奇妙院に恩を売っているのだった。さらに、奇妙院が幕府の役人から拷問を受けた際には医者を手配し、やってきた医者に賄賂を渡すことで治療してもらい、奇妙院の命を救った。そして畔倉は、奇妙院がどのような悪事をしてきたのか、その詳細を聞くことになる。

### 奇妙院の悪事・上
野州野木宿（現在の栃木県野木町）に富豪の青木定右衛門という男がおり、一人娘に16歳のおはまがいた。おはまには婚約者がおり、名を間々田喜三郎といった。23歳の喜三郎はおはまを愛しており、婚約の証として銀平打ちのかんざしをプレゼントした。おはまも喜三郎を愛しており、このかんざしを四六時中着用していたという。ところが、このおはまは喜三郎が商用で出かけている最中に病で急死してしまう。100ヵ日も過ぎた頃、おはまの死体が眠る西光寺に2人の客人がやってきた。住職が何者かと尋ねると、片方はおはまの婚約者である喜三郎と名乗り、もう片方は付き人の甚兵衛と名乗った。住職が目的を尋ねると、おはまに未練があるため亡骸を見たいと言い出した。住職は、現実を見せることで未練を断ち切ることも大切だと考えておはまの墓を掘り返し、棺を開けて骸を2人に見せた。2人は棺を覆うようにして崩れ落ち、亡骸にすがりつきながら号泣した。しばらく泣いて未練が断ち切られた喜三郎は、住職に自分が来たことを内密にするよう依頼し、寺を後にする。寺が完全に見えなくなったところまで歩くと、2人は下衆の笑みを浮かべる。実はこの2人は偽物で、本当は片方が奇妙院、もう片方が兄貴分の権太という男であった。2人の目的は、おはまの亡骸とともに埋葬された銀平打ちのかんざしを窃盗することである。しかし、銀平打ちのかんざしを換金した後の金を独り占めしたい奇妙院は、権太に毒入りの酒を飲ませて殺害する。死体は川へ投げ捨てた。

### 奇妙院の悪事・下
奇妙院晴山は僧侶に変装し、青木定右衛門の屋敷を尋ねる。応対した定右衛門に対し、奇妙院は、亡き娘・おはまから伝言を預かっていると言う。しかし定右衛門は僧侶を疑い、「伝言があるならなぜ父や母ではなく僧侶に頼むのか」と問い詰める。そこで奇妙院は、棺から盗んだ銀平打ちのかんざしを提示し、おはまが自分のところに来た証拠だと主張した。これですっかり奇妙院のことを信用してしまった定右衛門と女房は、伝言の詳細として奇妙院の作り話を聞かされる。それによると、奇妙院が無人の辻堂で休憩していた最中に若い女子がやってきて、伝言を頼みたいのだと言う。その女子は前世の悪業が祟って現世でも命短く終わり、さらに来世でも同じく命短く終わると語った。そして、因縁を断ち切るために「大般若羅漢を全国の霊場に納めてほしい」と訴え、証拠として銀平打ちのかんざしを手渡してきたのである。話を聞いた定右衛門と女房は完全に奇妙院を信じてしまい、大金を手渡して大般若羅漢を全国の霊場に納めてほしいと依頼する。それを受け取った奇妙院が道を歩いていると、そこに死んだはずの権太がいた。毒を飲まされた後、川に捨てられたことで川の水を大量に摂取し毒が薄まったのである。定右衛門から詐取した大金は全て権太に強奪され現在に至る、と奇妙院は畔倉に語ったのだった。

### 牢屋敷炎上
奇妙院の話を聞き終えた畔倉は、奇妙院が金に異常に執着していることを利用して脱獄計画を企てる。畔倉は、娑婆に千両を埋めてあるが牢屋にいては取りに行けない、だから奇妙院に取りに行ってほしいと持ちかける。千両のうち半分を奇妙院が受け取る約束をして奇妙院は計画を快諾するが、埋めた場所は畔倉本人にしか分からないと言う。つまり畔倉も牢屋から脱走する必要があり、奇妙院に牢屋を放火するよう唆す。明暦の大火において牢屋の囚人が一旦解放された慣例があり、それと同じように自分たちも脱走することができると畔倉は考えたのである。奇妙院は役人に罪を自白し、無事に出所することに成功した。しかし、伝馬町の周りは門番が警備しており、牢屋に放火するのは不可能であった。そこで、近くの長屋に放火し、風で伝馬町へ燃え移るようにすれば良いと考え、長屋に住まうようになる。伝馬町まで燃え移るくらい強い風が吹くのを待つこと数ヶ月経った11月中旬、ついに望んでいた強風が吹き荒れた。しかし多くの死人を出すことは避けられず、本当に火を付けるか決心がつかなかった。
火をくべて温めた酒を飲んでいるうちに奇妙院は眠ってしまうが、狭い長屋で奇妙院が寝返りを打った際に火が溢れ、炎上してしまう。炎は奇妙院の服にも燃え移り、逃げ惑ううちに近所の建具屋に逃げ込み、置いてあったカンナ屑に突進する。さらに炎は燃え上がり、激怒した建具屋の主人に殺害されてしまう。炎は伝馬町へと燃え広がり、外の騒ぎを聞いた畔倉はほくそ笑むのだった。

### 重四郎服罪
牢屋に火の手が迫ると、伝馬町牢屋敷の牢屋奉行・石出帯刀は、囚人を解放する「牢払い」を決定する。3日後に必ず戻ってくることを命じて牢の扉を開けると、大量の囚人が一斉に逃亡した。この光景を近くで見ていたのは、囚人が牢払いになったと知って駆けつけた城富とおふみである。せっかく投獄した畔倉が解放されてしまったことを嘆く城富であったが、その直後、馬に乗った武士が現れる。それは大岡越前であった。大岡越前の姿を見た畔倉は咄嗟に井戸の影に隠れるが、大岡越前の目を欺くことはできず拘束されてしまう。大岡越前は城富に、畔倉を拘束したことを伝える。さらにその後の周囲への聞き込みで畔倉の犯罪は立証されることとなった。
大岡越前の役宅で裁判が開かれた。畔倉は、鎌倉屋金兵衛、安田掃部、三田尻の茂吉、練馬の藤兵衛、熊坊主、隠亡の弥十、三五郎、強盗殺人犯の武士を殺害したことを認めた。ただし、証拠も証人もない唯一の事件である穀屋平兵衛殺害については、城富を喜ばせるのが癪に障るため一向に否認を続けていた。横で傍聴していた城富は、罪を認めるよう畔倉に懇願する。そして城富は、もし畔倉が平兵衛殺害を自白すれば大岡越前の首を頂戴する約束になっていると畔倉に伝える。大岡越前もそれを認めると、畔倉は高らかに笑い出し、どうせ死罪になるのなら大岡越前を道連れにしようと考え、穀屋平兵衛を殺害したのは自分であり、かつ、その罪を杉戸屋富右衛門に擦り付けたことをついに自白する。最初の事件発生から７年を経てようやく真犯人が白日のもとに晒された。大岡越前が呵呵大笑と笑ったかと思うと、「杉戸屋富右衛門、これへ」と叫ぶ。そこに現れたのは死んだと思われていた杉戸屋富右衛門だった。大岡越前は畔倉が犯行を否認するのは最初から想定していたため、偽の首を晒し、本物の富右衛門は奉行所に匿っていたのである。晒し首の顔の皮が剥がされていたのは、偽物の富右衛門の首だからである。2枚も3枚も上手だった大岡越前に畔倉は完敗する。最後に畔倉は、「俺は好き勝手に太く短く生きてきた」「お前らはああしてりゃ良かったこうしてりゃ良かったと細く長い人生を憂いて死ぬに違いない」「俺の名前は後世に語り継がれるがお前らの名前は残らない」といった旨のことを言い残す。それを聞いた大岡越前はたった一言、「さようであるか」とつぶやく。この言葉のみが大岡裁きに記されている。その後、畔倉は市中引き回しの上磔獄門、そして火あぶりによってこの世を去っている。そして皮肉なことに、畔倉重四郎の名は後世に語り継がれることとなった。

## その他
- YouTubeの『神田伯山ティービィー』にて、3代目松鯉の弟子である神田松之丞（現・6代目神田伯山）が2020年1月に行った「講談師 神田松之丞 新春連続読み 完全通し公演2020 畔倉重四郎」の全19席の動画をアップロードしている（19席目のみA・B両日程分がアップロードされているため動画本数としては計20本）[3]。